# Radka Kahlefeldt
Radka Kahlefeldt (nacida como Radka Vodičková, 7 de noviembre de 1984) es una deportista checa que compite en triatlón y duatlón.
Ganó una medalla en el Campeonato Europeo de Ironman 70.3 de 2019. Además, obtuvo dos medallas en el Campeonato Europeo de Duatlón en los años 2007 y 2008.

## Palmarés internacional
| Campeonato Europeo | Campeonato Europeo  | Campeonato Europeo | Campeonato Europeo |
| Año                | Lugar               | Medalla            | Prueba             |
| ------------------ | ------------------- | ------------------ | ------------------ |
| 2019               | Elsinor (Dinamarca) | Medalla de bronce  | Individual         |

| Campeonato Europeo | Campeonato Europeo      | Campeonato Europeo | Campeonato Europeo |
| Año                | Lugar                   | Medalla            | Prueba             |
| ------------------ | ----------------------- | ------------------ | ------------------ |
| 2007               | Edimburgo (Reino Unido) | Medalla de plata   | Individual         |
| 2008               | Serres (Grecia)         | Medalla de oro     | Individual         |